# Engela
Engela ist seit 2003 eine der fünf Teilstädte von Helao Nafidi in der Region Ohangwena im Norden Namibias. Sie ist Verwaltungssitz des gleichnamigen Wahlkreises mit 24.300 Einwohnern (Stand 2011). Helao Nafidi hatte im gleichen Jahr 19.200 Einwohner.
Engela ist traditionell ein wichtiger Standort der Evangelisch-Lutherischen Kirche in Namibia (ELCIN), nachdem hier Ende des 19. bis Anfang des 20. Jahrhunderts Missionare der Finnischen Evangelisch-Lutherischen Missionsgesellschaft eine Missionsstation errichteten. Aus dieser Zeit (1921) stammt das lokale Krankenhaus.
Das zu dieser Zeit gegründete Engela Parish Institute gilt weiterhin (Stand 2020) als wichtige Bildungseinrichtung der Ortschaft.